# Walentin Trietjakow
Walentin Aleksandrowicz Trietjakow (kaz. i ros. Валентин Александрович Третьяков) – kazachstański polityk, od 30 stycznia 1996 do 1999 roku deputowany do Mażylisu Parlamentu Republiki Kazachstanu I kadencji.